# Beto O'Rourke
Robert Francis "Beto" O'Rourke, född 26 september 1972 i El Paso, Texas, är en amerikansk affärsman och politiker för Demokratiska partiet. Han satt i representanthuset åren 2013–2019. Han var Demokraternas kandidat i 2018 års val till senaten, men besegrades av Ted Cruz. Den 13 mars 2019 meddelade han sin kandidatur för att bli Demokraternas kandidat i presidentvalet 2020. Den 1 november hoppade han av sin presidentkampanj, innan primärvalet började.

## Biografi
Robert Francis O'Rourke föddes den 26 september 1972 på Hotel Dieu Hospital i El Paso, som son till Pat Francis O'Rourke och hans andra maka Melissa Martha O'Rourke, född Williams. Hans familj har irländskt ursprung. Under barndomen fick han smeknamnet "Beto", som är ett vanligt spanskt smeknamn för namn som slutar på "-berto", för att skilja honom från farfadern, som också hette Robert. Modern ägde en exklusiv möbelaffär. Hon var styvdotter till Fred Korth, som var marinminister under president John F. Kennedy. Fadern omkom i en trafikolycka 2001.
Som tonåring var O'Rourke medlem i USA:s första hackergrupp - Cult of the Dead Cow - under aliaset Psychedelic Warlord.
O'Rourke avlade en kandidatexamen (B.A.) i litteraturvetenskap vid Columbia University 1995.

## Politisk karriär

### Presidentkampanjen 2020
Under 2019 framfördes flera uppmaningar till O'Rourke att kandidera för Demokratiska partiet i presidentvalet 2020. Matt Mackowiak, en republikansk strateg baserad i Texas, sa detta om O'Rourke, "Han har lite stjärnkvalitet. Människor i Texas blev fascinerade och rörda av honom," och, "Att han förlorade med 3 procent (mot Ted Cruz i senatsvalet 2018) är imponerande." Han har även lyfts fram som en potentiell vicepresidentkandidat för Demokraterna.
Den 13 mars 2019 rapporterade TV-stationen KTSM att O'Rourke bestämt sig för att kandidera till att bli Demokraternas presidentkandidat i presidentvalet 2020. Dagen därpå, den 14 mars 2019, meddelade han sin kandidatur via Twitter.

## Politiska åsikter
Politiska analytiker klassificerar O'Rourke som progressiv, liberal eller centrist. National Journal gav O'Rourke under 2013 en sammansatt ideologipoäng på 85 procent liberal och 15 procent konservativ. GovTrack placerade O'Rourke nära den ideologiska mitten för Demokraterna. Enligt FiveThirtyEight hade O'Rourke röstat i linje med president Donald Trumps linje i 30,1 procent av fallen.
O'Rourke önskar legalisera cannabis.
Han har kritiserat president Donald Trumps beslut att flytta den amerikanska ambassaden i Israel till Jerusalem och vill inte erkänna staden som Israels huvudstad.

## Privatliv
O'Rourke gifte sig 2005 med Amy Hoover Sanders, dotter till Louann och William Sanders. Paret har tre barn.
O'Rourke är katolik.